# Clément Haeyen
Clément Haeyen (Brugge, 13 juni 1927 - aldaar, 20 april 2012) was een Belgisch gewichtheffer.

## Levensloop
Haeyen richtte samen met Louis De Winter en Bob Vernimmen in 1955 Brugse Krachtsport op. Hij nam deel aan de Olympische Zomerspelen van 1960 te Rome, alwaar hij twintigste werd in de gewichtsklasse van de lichtgewichten (≤67,5kg). Tevens nam hij deel aan verschillende EK's en WK's en werd hij negen opeenvolgende jaren (1959-'68) Belgisch kampioen.
De laatste maanden voor zijn dood had hij hartproblemen. Haeyen overleed in het AZ Sint-Jan te Brugge.